# Líčkov
Líčkov (německy Litschkau) je vesnice, část obce Liběšice v okrese Louny. Nachází se asi 2 km jižně od Liběšic. V roce 2011 zde trvale žilo 151 obyvatel.

## Historie
Podle Václava Hájka z Libočan začíná historie Líčkova již kolem roku 766, ale první věrohodná zpráva o Líčkově pochází až z roku 1359.

## Obyvatelstvo
Při sčítání lidu v roce 1921 zde žilo 651 obyvatel (z toho 301 mužů), z nichž bylo 31 Čechoslováků, 618 Němců a dva cizinci. Kromě jednoho evangelíka, 24 židů a jednoho člověka bez vyznání se hlásili k římskokatolické církvi. Podle sčítání lidu z roku 1930 měla vesnice 610 obyvatel: 93 Čechoslováků, 514 Němců a tři cizince. Stále výrazně převažovala římskokatolická většina, ale žilo zde také dvanáct evangelíků, čtrnáct příslušníků církve československé, čtrnáct židů a dvanáct lidí bez vyznání.
|           | 1869 | 1880 | 1890 | 1900 | 1910 | 1921 | 1930 | 1950 | 1961 | 1970 | 1980 | 1991 | 2001 | 2011 |
| --------- | ---- | ---- | ---- | ---- | ---- | ---- | ---- | ---- | ---- | ---- | ---- | ---- | ---- | ---- |
| Obyvatelé | 651  | 667  | 676  | 719  | 668  | 651  | 610  | 279  | 310  | 234  | 188  | 160  | 154  | 151  |
| Domy      | 98   | 101  | 101  | 116  | 124  | 125  | 136  | 138  | 81   | 66   | 51   | 64   | 64   | 66   |

## Pamětihodnosti
- Dominantou vesnice je zámek,[7] jehož předchůdcem byl gotický hrad. Ten byl postupně přestavěn v renesančním, barokním a rokokovém slohu. Dnes se v zámku nachází galerie malíře Oskara Brázdy.
- Výklenková kaplička – stojí u zámku
- Socha svatého Jana Nepomuckého
- Venkovská usedlost čp. 67
- Venkovská usedlost čp. 69
- Venkovská usedlost čp. 70
- Žulový menhir asi 160 cm vysoký nacházející se 1 km od vsi s vytesaným letopočtem 1905
- Dub u silnice Líčkov – památný strom, stojí na okraji komunikace pod zámkem[8]
- Dub u třešňovky Líčkov – památný strom, roste na mezi u bývalé třešňovky, u starého lomu[9]

### Související článek
- Líčkov (zámek)